# Condit-Gletscher
Der Condit-Gletscher ist ein Gletscher im ostantarktischen Viktorialand. Er fließt an der Ostflanke der Cathedral Rocks in nördlicher Richtung zum Ferrar-Gletscher.
Teilnehmer der britischen Terra-Nova-Expedition (1910–1913) kartierten ihn. Das Advisory Committee on Antarctic Names benannte ihn 1964 nach Leutnant John Carroll Condit (1920–1994) von der United States Navy, katholischer Geistlicher der Naval Air Facility am McMurdo-Sund im Jahr 1956.